# دیوید هاربر
دیوید کنث هاربر (انگلیسی: David Kenneth Harbour؛ زادهٔ ۱۰ آوریل ۱۹۷۴) هنرپیشه و بازیگر سینما اهل ایالات متحده آمریکا است. وی از سال ۱۹۹۹ میلادی تاکنون مشغول فعالیت بوده است. از فیلم‌هایی که وی در آن نقش داشته است می‌توان به کوهستان بروکبک، آخرین گشت، زنبور سبز، پسر جهنمی و مجموعه چیزهای عجیب اشاره نمود. او برای بازی در نقش کلانتر جیم هاپر در سریال چیزهای عجیب نامزد بهترین بازیگر نقش مکمل جایزه امی ساعات پربیننده شده است.

## زندگی شخصی
هاربر به دبیرستان بیرام هیلس در آرمونک، نیویورک رفت؛ البته به همراه دو بازیگر دیگر شان ماهر و ایال پودل. او در سال ۱۹۹۷ از کالج دارتموث در هانوفر، نیوهمپشایر فارغ‌التحصیل شد.

## فیلم‌شناسی

### سینما
| سال  | عنوان              | نقش                          | یادداشت  |
| ---- | ------------------ | ---------------------------- | -------- |
| ۲۰۰۴ | کینزی              | رابرت کینزی                  |          |
| ۲۰۰۵ | اعتراف کن          | افسر آلیستر                  |          |
| ۲۰۰۵ | کوهستان بروکبک     | رندال مالون                  |          |
| ۲۰۰۵ | جنگ دنیاها         | کارگر اسکله                  |          |
| ۲۰۰۶ | تعطیلات عروسی      | دیوبد                        |          |
| ۲۰۰۸ | جاده انقلابی       | شپ کمبل                      |          |
| ۲۰۰۸ | ذره‌ای آرامش        | گریگ بیم                     |          |
| ۲۰۰۹ | وضعیت فعلی         | پوینتکراپ                    |          |
| ۲۰۱۰ | هر روز             | برایان                       |          |
| ۲۰۱۱ | زنبور سبز          | دادستان فرانک اسکانلون       |          |
| ۲۰۱۱ | دابلیو.ئی.         | ارنست آلدریچ سیمپسون         |          |
| ۲۰۱۲ | آخرین گشت          | ون هازر                      |          |
| ۲۰۱۲ | بین ما             | جول                          |          |
| ۲۰۱۲ | مبارزه چاقو        | اسفن گرین                    |          |
| ۲۰۱۳ | خبرچین             | جی پرایس                     |          |
| ۲۰۱۳ | پارکلند            | حیمز گاردن شانکلین           |          |
| ۲۰۱۴ | ایکس/وای           | تاد                          |          |
| ۲۰۱۴ | قدم زدن میان قبرها | ری                           |          |
| ۲۰۱۴ | ایکوالایزر         | فرانک مسترز                  |          |
| ۲۰۱۵ | عشاء ربانی سیاه    | جان موریس                    |          |
| ۲۰۱۶ | جوخه انتحار        | دکستر تولیور                 |          |
| ۲۰۱۷ | بی‌خواب             | داگ دنیسون                   |          |
| ۲۰۱۹ | پسر جهنمی          | پسر جهنمی                    |          |
| ۲۰۲۰ | استخراج            | گسپر                         |          |
| ۲۰۲۰ | بیوه سیاه          | الکسی شوستاکوف / نگهبان قرمز |          |
| ۲۰۲۲ | شب خشونت‌آمیز       | بابا نوئل                    |          |
| ۲۰۲۳ | ما یک روح داریم    | روح ارنست                    |          |
| ۲۰۲۳ | گرن توریسمو        | جک سالتر                     |          |
| ۲۰۲۴ | تاندربولتز         | الکسی شوستاکوف / نگهبان قرمز | پیش‌تولید |

| به آثاری اشاره دارد که در حال حاضر منتشر نشده‌اند | به آثاری اشاره دارد که در حال حاضر منتشر نشده‌اند |

### تلویزیون
| سال         | عنوان                           | نقش                | یادداشت                       |
| ----------- | ------------------------------- | ------------------ | ----------------------------- |
| ۱۹۹۹        | نظم و قانون                     | مایک               | قسمت: "پاتسی"                 |
| ۲۰۰۲        | نظم و قانون: واحد قربانیان ویژه | تری جساپ           | قسمت: "عروسک‌ها"               |
| ۲۰۰۳        | هک                              | کریستوفر کلارک     | قسمت: "محکوم گناه"            |
| ۲۰۰۴        | نظم و قانون: قصد جنایی          | ویزلی جان کندرسون  | قسمت: "پوشش دادن نقره‌ای"      |
| ۲۰۰۶        | کتاب دنیل                       | کوین وارویک        | قسمت: "پذیرش"                 |
| ۲۰۰۷        | یگان                            | گری وبر            | قسمت: "پنج برادر"             |
| ۲۰۰۸        | نظم و قانون                     | جی کارلین          | قسمت: "تسلیم"                 |
| ۲۰۰۹        | نظم و قانون: قصد جنایی          | پل دوایلدیز        | قسمت: "ارزش‌های خانوادگی"      |
| ۲۰۰۹        | به من دروغ بگو                  | فرانک امبروز       | قسمت: "نیمه بهتر"             |
| ۲۰۰۹        | دردهای سلطنتی                   | دن ساموئلز         | قسمت: "آن هم مثل جیمز وو است" |
| ۲۰۱۱–۲۰۱۲   | پن هستم                         | راجر اندرسون       | ۶ قسمت                        |
| ۲۰۱۲–۲۰۱۴   | اتاق خبر                        | الیوت هریسچ        | ۱۰ قسمت                       |
| ۲۰۱۳        | ابتدایی                         | دکتر میسن بالدوین  | قسمت: "لزر"                   |
| ۲۰۱۴        | شیار                            | دیوید پاتر         | ۱۱ قسمت                       |
| ۲۰۱۴        | منهتن                           | دکتر رید اکلی      | ۱۰ قسمت                       |
| ۲۰۱۴–۲۰۱۵   | امور ایالت                      | دیوید پاتریک       | ۱۳ قسمت                       |
| ۲۰۱۵–۲۰۱۶   | بانشی                           | رابین دالتون       | ۲ قسمت                        |
| ۲۰۱۶        | بحران در شش صحنه                | ویک                | قسمت: "#۱/۲"                  |
| ۲۰۱۶–تاکنون | چیزهای عجیب                     | جیم هاپر           | نقش اصلی                      |
| ۲۰۱۸        | تاریخ مست                       | رئیس یادبود ویتنام | قسمت: "بازنده ها"             |
| ۲۰۱۸        | جانوران.                        | هاک (صداپیشه)      | قسمت: "راچلا"                 |

### تئاتر
| سال       | عنوان                             | نقش              | یادداشت |
| --------- | --------------------------------- | ---------------- | ------- |
| ۱۹۹۹      | گلن‌گری گلن راس                    | نوا کوری         |         |
| ۲۰۰۱      | اختراع عشق                        | موسز جان جکسون   |         |
| ۲۰۰۵      | چه کسی از ویرجینیا وولف می‌ترسد؟   | نیک              |         |
| ۲۰۰۶–۲۰۰۷ | ساحل یوتوپیا قسمت اول – مسافرت    | نیکلاس استانکویچ |         |
| ۲۰۰۶–۲۰۰۷ | ساحل یوتوپیا قسمت دوم – کشتی خراب | جرج هروج         |         |
| ۲۰۰۷      | ساحل یوتوپیا قسمت سوم – نجات      | دکتر در ساحل     |         |
| ۲۰۱۰–۲۰۱۱ | تاجر ونیزی                        | باسانیو          |         |
| ۲۰۱۲–۲۰۱۳ | گلن‌گری گلن راس                    | جان ویلیامسون    |         |